# 102 Baza Wojskowa Orderu Aleksandra Newskiego Południowego Okręgu Wojskowego
102 Baza Wojskowa Orderu Aleksandra Newskiego Południowego Okręgu Wojskowego (102-я ордена Александра Невского военная база Южного военного округа) należy do Grupy Wojsk Rosyjskich na Zakaukaziu (Группа Российских войск в Закавказье)Stanowi także część Zjednoczonej Grupy Wojsk Sił Zbrojnych Armenii i Sił Zbrojnych Federacji Rosyjskiej (Объединенная группировка войск ВС Армении и ВСРоссиийской Федерации).

Siły Zbrojne Federacji Rosyjskiej

Za antenata 102. Bazy Wojskowej uznano XIX-wieczną rosyjską aleksandryjską twierdzę w mieście Giumri. Zajmowana jest przez rosyjskich żołnierzy aż do dzisiaj. 
W swojej obecnej formie baza funkcjonuje od 1 września 1994 roku, wtedy to została sformowana na miejsce 127. Dywizji Zmotoryzowanej. 
1 kwietnia 2010 roku włączono do niej 73 oddzielną Brygadę Zmotoryzowaną, była to ostatnia zarejestrowana zmiana organizacyjna.